# Theraphosa apophysis
La tarántula gigante, tarántula Goliat o tarántula pajarera (Theraphosa blondi) es una especie de araña migalomorfa de la familia de los terafósidos oriundo de Venezuela.